# Kornél Dávid
Kornél Dávid (en ocasiones escrito como Kornel David), es un exjugador de baloncesto húngaro que ocupaba la posición de ala-pívot. Nació el 22 de octubre de 1971, en Nagykanizsa (Hungría) y por ahora es el único jugador de este país que ha jugado en la NBA.

## Clubes
- 1988-90 Malev.
- 1990-94 Budapest Honvéd.
- 1994-97 Albacomp SC.
- 1997-98 Rockford Lightning (juega solo 1 partido).
- 1997-99 Albacomp SC.
- 1999-00 Chicago Bulls, Cleveland Cavaliers y Albacomp SC.
- 2000-01 Toronto Raptors y Detroit Pistons.
- 2001-02 Strasbourg IG.
- 2002-03 Zalgiris Kaunas.
- 2003-06 Tau Cerámica.
- 2006-08 Club Baloncesto Gran Canaria.

## Internacionalidad
Internacional con la selección de Hungría.

## Estadísticas de su carrera en la NBA

### Temporada regular
| Año     | Equipo    | PJ  | PT | MPP  | %TC  | %3P  | %TL  | RPP | APP | ROB | TPP | PPP |
| ------- | --------- | --- | -- | ---- | ---- | ---- | ---- | --- | --- | --- | --- | --- |
| 1998-99 | Chicago   | 50  | 6  | 18.0 | .449 | .000 | .811 | 3.5 | .8  | .5  | .3  | 6.2 |
| 1999-00 | Chicago   | 26  | 5  | 17.0 | .426 | .000 | .808 | 2.8 | .6  | .5  | .1  | 6.5 |
| 1999-00 | Cleveland | 6   | 0  | 5.2  | .444 | –    | .750 | 1.3 | .2  | .7  | .2  | 1.8 |
| 2000-01 | Toronto   | 17  | 0  | 8.2  | .517 | –    | .923 | 1.9 | .2  | .1  | .2  | 2.5 |
| 2000-01 | Detroit   | 10  | 0  | 6.9  | .455 | –    | –    | 1.9 | .3  | .4  | .1  | 2.0 |
| Total   | Total     | 109 | 11 | 14.5 | .446 | .000 | .817 | 2.8 | .6  | .4  | .2  | 5.0 |